# Assault Suit Leynos
Assault Suit Leynos (重装機兵レイノス, Jūsō Kihei Reinosu) é um jogo eletrônico desenvolvido pela Masaya em 1990 para o Mega Drive. Foi lançado na América como Target Earth. Desde então, foi relançado no Wii como um produto do Virtual Console no Japão. É o primeiro jogo da série Assault Suits.

## História
É o ano de 2201 e as tecnologias em expansão deram ao homem o poder de viver em qualquer lugar no espaço. Em meio a esse cenário, a história de Target Earth começa com uma guerra entre a Terra (e suas colônias) contra um exército de ciborgues que retorna dos confins do espaço. Nos estágios iniciais do jogo, a natureza ou o objetivo desses adversários cibernéticos, chamados Chron, é desconhecida. No entanto, mais tarde é revelado que os Chron são sobreviventes de uma expedição espacial falhada (Outer Space Expeditionary Party) enviada pela Terra cem anos antes.
A Liga de Defesa da Terra luta para defender a Terra. O coração do movimento defensivo é o Assault Suit - uma máquina de batalha blindada de um metro e meio de altura com incríveis capacidades de combate. O jogador, Rex, é um comandante da Ala do Assault Suit e mestre no combate do Assault Suit. A batalha começa em Ganimedes, mas muda para batalhas no espaço, na Terra e nos postos avançados do inimigo.

## Personagens principais
Rex: O herói e protagonista do jogo. Um mestre do combate do Assault Suit e comandante da ala do Assault Suit na base Ganymede.
Assault Suit Wing Chief Commander: Embora não seja explicado oficialmente no jogo, esse personagem parece ser superior de Rex e pode ser o comandante chefe de todas as Assault Suit Wings.
Captain: Um oficial sênior que aparece nos estágios de 6 a 8 e parece ser o capitão da nave construída após o estágio 5.
Leana: A namorada de Rex. Ela fornece armas a Rex e constantemente teme pela segurança dele (embora ela se esforce para esconder sua preocupação). Ela aparece na tela de opções depois que o jogador utiliza um truque especial para obter 9 continuações.
Rance Culzus: o inimigo recorrente de Rex. Um oponente formidável e comandante da Chron's Attack Suit Wing.
Enemy Commander: O soberano e comandante de todas as forças dos Chron. Conhece o verdadeiro segredo dos Chron.

## Jogabilidade
Target Earth consiste em 8 estágios. Grande parte da mecânica do jogo está alinhada com a dos shooters horizontais com alguns elementos de plataforma moderados. O desempenho do jogador após completar um estágio determina quais armas, armaduras e acessórios serão desbloqueados no próximo estágio. O jogo apresenta 14 armas, que foram consideradas muito poder de fogo para um jogo de ação no início dos anos 90. A grande variedade de armamentos aumentou o valor de repetição, incentivando o jogador a experimentar diferentes maneiras de derrotar os inimigos.
Embora as informações oficiais do jogo indiquem que é apenas um jogador, é possível que um segundo jogador tenha controle limitado sobre os movimentos e ataques inimigos na tela.

## Lançamento
Certas cenas no Target Earth foram censuradas. Por exemplo, uma cena em que um camarada não chega de volta a nave a tempo e queima na atmosfera do planeta foi removida. O relacionamento romântico entre Rex e Leana também foi diminuído. Essas cenas foram restauradas no remake. A localização ocidental do segundo jogo da série Assault Suits, Cybernator, também foi sujeita a censura. O jogo está incluído no Mega Drive Mini japonês, com a versão dos EUA sendo acessível se o sistema estiver definido como inglês.

## Assault Suit Leynos remake
Um remake da Dracue Co., Ltd. foi lançado para o PlayStation 4 no Japão em dezembro de 2015 e na América do Norte/UE em julho de 2016. Um porte do remake para o Microsoft Windows foi lançado em agosto de 2016.

## Sequência
Assault Suit Leynos 2 foi lançado exclusivamente para a Sega Saturn em 1997, apenas no Japão. A jogabilidade é muito mais desafiadora, pois o escudo não pode ser guardado infinitamente.